# Franco Negri
Franco Negri, né le 20 février 1995 à San Martín en Argentine, est un footballeur argentin. Il joue comme arrière gauche ou milieu de terrain gauche au San Diego FC.

## Biographie
Franco Negri rejoint le club de San Lorenzo, en Primera División, en provenance de son club de la ville natale, San Martín, en 2012,. Le 22 août 2016, l'équipe de Primera División, Quilmes, conclut un accord de prêt avec Negri,. Il fait ses débuts professionnels le 22 octobre lorsqu'ils battent Lanús 1-0 au Stade du Centenaire Ville de Quilmes,. Douze autres matchs suivent dans toutes les compétitions lors de la saison 2016-2017, qui se termine par la relégation de Quilmes. En septembre 2017, il part en prêt jouer pour l'Independiente Rivadavia en Primera B Nacional. Il reste pour toute la saison 2017-2018 et joue dix-huit matchs.
L'Independiente Rivadavia le signe de manière définitive le 30 juin 2018. Il marque son premier but en carrière le 2 septembre contre Central Córdoba. D'autres buts sont également inscrits contre le Gimnasia y Esgrima, le Deportivo Morón, son ancien club Quilmes et Platense lors des saisons 2018-2019 et 2019-2020. En octobre 2020, l'équipe de Primera Nacional, Belgrano, conclut un accord pour signer Negri. Il joues quatre rencontres pour eux lors de la campagne raccourcie de 2020, manquant les trois autres matchs en partie en raison d'une suspension,. Le 24 février 2021, Negri rejoint le club de Primera División, Newell's Old Boys, en transfert libre.
Le 10 février 2022, Negri rejoint Godoy Cruz.
Le 11 janvier 2023, il signe un contrat de deux ans avec l'Inter Miami en Major League Soccer.

### San Diego FC
Le 7 janvier 2025, il rejoint le San Diego FC, franchise nouvellement créée, avec une option pour 2026,.

## Palmarès
Inter Miami
- Leagues Cup : 2023[12]